# Położna

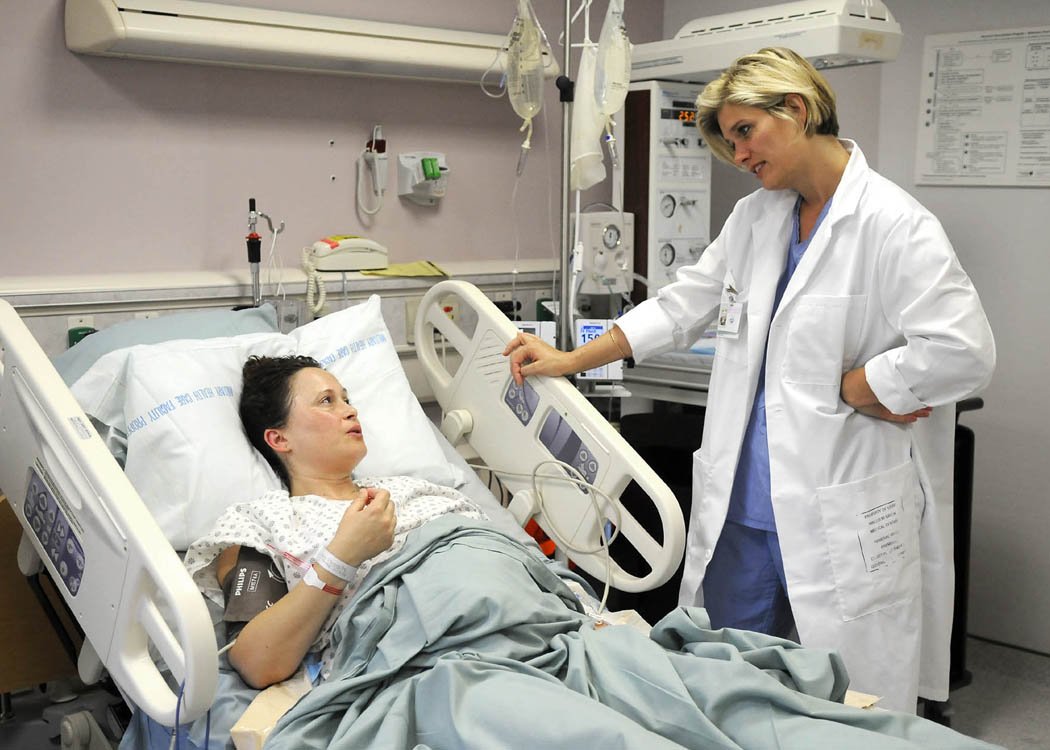
Położna przy łóżku ciężarnej

Położna – samodzielny pracownik ochrony zdrowia w zakresie opieki nad kobietą w okresie ciąży i porodu, kobietami, które niedawno rodziły i noworodkami w okresie okołoporodowym i w czasie połogu. Wizyty położnej obejmują: rozpoznanie problemów zdrowotnych, zaplanowanie i realizację świadczeń profilaktycznych, edukację kobiet w ciąży oraz w ciąży wysokiego ryzyka, przygotowującą do porodu i rodzicielstwa. Specjalizacja znana jako położnictwo. W Polsce położne reprezentowane są przez Ogólnopolski Związek Zawodowy Pielęgniarek i Położnych.

## Regulacja w Polsce
Zawód położnej jest zawodem samodzielnym, chronionym ustawą z 2011 (z późniejszymi zmianami). Do kompetencji położnej należą:
- rozpoznawanie ciąży,
- kierowanie na badanie konieczne do wczesnego rozpoznania ciąży podwyższonego ryzyka,
- monitorowanie płodu z wykorzystaniem aparatury medycznej,
- opieka nad kobietą w ciąży fizjologicznej,
- prowadzenie fizjologicznego porodu i połogu a w przypadku skomplikowanego porodu kontakt z lekarzem położnikiem[2]
- badanie i opieka nad noworodkiem i niemowlęciem do 6 tygodnia życia,
- edukacja zdrowotna kobiet (oraz ich rodzin) w zakresie m.in. przygotowania do życia w rodzinie i metod planowania rodziny,
- doradztwo dietetyczne w ciąży,
- podejmowanie koniecznych działań w sytuacjach nagłych, do czasu przybycia lekarza, w tym ręczne wydobycie łożyska i przyjmowanie porodu z położenia miednicowego,
- profilaktyka chorób kobiecych i patologii położniczych.

Położna ma prawo także do samodzielnego udzielania określonych świadczeń zapobiegawczych, diagnostycznych, leczniczych i rehabilitacyjnych.
Od 1.08.2020 poszerzono kompetencje położnych i mogą one:
- wystawić skierowanie na wybranie badania diagnostyczne, w tym laboratoryjne (wyjątek stanowią badania wymagające metod diagnostycznych i leczniczych stwarzających podwyższone ryzyko dla pacjenta)
- przepisać receptę na lekarstwo w ramach kontynuacji dotychczasowego leczenia
- wystawić receptę na określone leki zawierające substancje czynne (wyjątek stanowią leki odurzające, psychotropowe, leki o bardzo silnym działaniu i środki spożywcze specjalnego przeznaczenia żywieniowego)
- samodzielnie dobrać sposób leczenia (m.in. opatrunek), opatrzenia rany w ramach świadczeń leczniczych bez wcześniejszego zlecenia lekarskiego
- wystawić zlecenie albo receptę na wyroby medyczne (np. pieluchomajtki)
- prowadzić profilaktykę chorób i promocję zdrowia

Obecnie, aby móc uzyskać uprawnienia do wykonywania zawodu położnej, należy skończyć wyższe studia zawodowe (3-letnie studia licencjackie, po których otrzymuje się tytuł zawodowy licencjata położnictwa) oraz zdobyć prawo wykonywania zawodu. Kształcenie można kontynuować na 2-letnich uzupełniających studiach magisterskich. Inną drogą dokształcania są kursy kwalifikacyjne, kursy specjalistyczne i specjalizacje, które położne mogą zdobyć m.in. z pielęgniarstwa operacyjnego, ginekologicznego, neonatologicznego, środowiskowo-rodzinnego, a także z zarządzania.
Położne mogą pracować w publicznych i niepublicznych zakładach opieki zdrowotnej (w szpitalach na oddziałach: położniczym, ginekologicznym, neonatologicznym, patologii ciąży oraz na sali porodowej), a także mogą zakładać i prowadzić prywatne (indywidualne lub grupowe) praktyki położnicze.

### Relacje zawodowe położnej z lekarzem
Położną z lekarzem łączy więź merytoryczna, a nie służbowa, co oznacza, że lekarz nie jest zwierzchnikiem położnej, a równorzędnym partnerem w pracy. Ponadto, w sytuacjach nagłych, położna pod nieobecność lekarza ma obowiązek przejąć pewne jego kompetencje. Położna pracująca w szpitalu, tzw. odcinkowa, podlega kierownikowi do spraw położnictwa, dawniej tzw. położnej oddziałowej, ta – położnej/pielęgniarce naczelnej/przełożonej, a ta – zastępcy dyrektora szpitala ds. pielęgniarstwa.

## Akuszerka

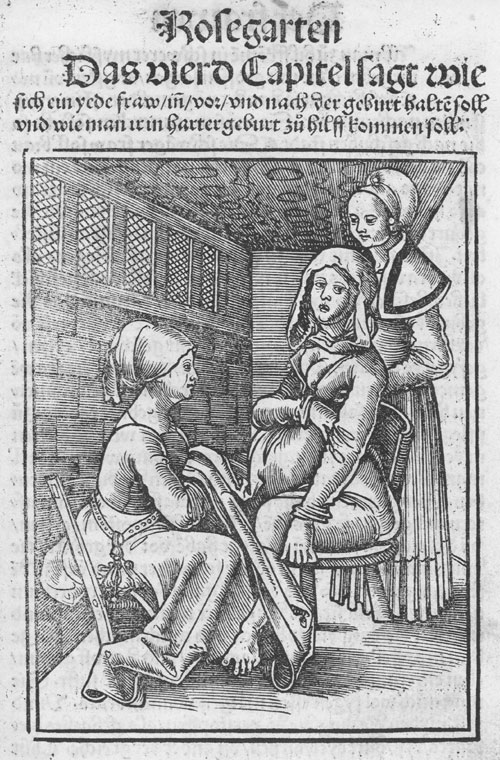
Pomoc akuszerki przy porodzie – grafika z XVI wieku

Akuszerka – kobieta zajmująca się udzielaniem pomocy rodzącej kobiecie. Określenie już w zasadzie nieużywane. Współcześnie rolę akuszerki przejęła położna.
Dawniej akuszerkę nazywano również „babką”. Była to zwykle starsza kobieta, która sama rodziła co najmniej kilka razy. Poza własnym doświadczeniem, korzystała również z doświadczeń przekazywanych ustnie z pokolenia na pokolenie.
Choć akuszerstwem zajmowały się wyłącznie kobiety, nazwą „akuszer” określano też w przeszłości lekarza ze specjalizacją z ginekologii i położnictwa; przykładem może być dr Henryk Jordan, krakowski lekarz położnik, zwany „bocianem Habsburgów” (poczynając od 1874 r. odbierał kolejne porody członków wiedeńskiego domu cesarskiego). Termin ten obecnie jest nieużywany lub bardzo rzadko spotykany; można go uznać za archaizm, aczkolwiek w znaczeniu przenośnym bywa używany w publicystyce – „akuszerowie traktatu” itp.